# Ghislain Lemaire
Ghislain Lemaire (Lure, 7 de agosto de 1972) es un deportista francés que compitió en judo.
Ganó dos medallas en el Campeonato Mundial de Judo, plata en 2003 y bronce en 1997, y cuatro medallas en el Campeonato Europeo de Judo entre los años 1996 y 2004.

## Palmarés internacional
| Campeonato Mundial | Campeonato Mundial     | Campeonato Mundial | Campeonato Mundial |
| Año                | Lugar                  | Medalla            | Categoría          |
| ------------------ | ---------------------- | ------------------ | ------------------ |
| 1997               | París (Francia)        | Medalla de bronce  | –95 kg             |
| 2003               | Osaka (Japón)          | Medalla de plata   | –100 kg            |
| Campeonato Europeo |                        |                    |                    |
| Año                | Lugar                  | Medalla            | Categoría          |
| 1996               | La Haya (Países Bajos) | Medalla de bronce  | –95 kg             |
| 1997               | Ostende (Bélgica)      | Medalla de plata   | –95 kg             |
| 2001               | París (Francia)        | Medalla de plata   | –100 kg            |
| 2004               | Bucarest (Rumania)     | Medalla de bronce  | –100 kg            |